# La Légende d'Aliséa
La Légende d'Aliséa (en italien : Sorellina e il principe del sogno) est une mini-série italienne produite par Mediaset et réalisée par Lamberto Bava et Andrea Piazzesi en 1996. C'est une mini-série fantastique  dans la lignée de la saga La caverne de la rose d'or (Fantaghiro).

## Synopsis
Aliséa, ou petite sœur pour ses frères, est une jeune fille qui vit dans la forêt avec sa famille composée de cinq enfants et d'une mère très malade. Un soir d'orage elle offre l'hospitalité à un vieil homme qui a perdu son chemin. Mais cet homme se révèle être un cruel sorcier, Azaret, qui enlève les frères d'Aliséa. Cela achève la pauvre malade. 
Aliséa vit sous le règne du roi Kurdok. Celui-ci, en revenant de la guerre, s'aperçoit que son fils Damien est un artiste qui compose des mélodies et écrit des poèmes. Il est fou de rage car ce qu'il veut c'est un guerrier pour héritier. Ce que n'entendent pas Damien et sa mère, la reine Diomira, qui encourage son fils à prendre la fuite. 
C'est pendant sa fugue qu'il va faire la connaissance d'Aliséa, qui a entre-temps retrouvé ses frères et s'est échappée avec eux du château d'Azaret. Les deux jeunes gens tombent amoureux l'un de l'autre et se jurent un amour éternel. Malheureusement Damien est retrouvé par les soldats de son père tandis qu'Aliséa est de nouveau enlevée par le sorcier. Ils sont désormais pris au piège: la jeune fille est contrainte à la servitude pendant sept ans pour libérer ses frères et Damien doit obéir à son père pendant sept ans afin que sa mère soit libre. Leur amour résistera-t-il à toutes ces années passées loin l'un de l'autre? Réussiront-ils à se retrouver?

## Fiche technique
- Titre original : Sorellina e il principe del sogno
- Titre français : La légende d'Aliséa
- Scénario : Gianni Romoli
- Créatures : Sergio Stivaletti
- Musique : Amedeo Minghi
- Production : Mediaset
- Réalisation : Lamberto Bava et Andrea Piazzesi
- Durée : 210 minutes
- Pays d'origine : Italie
- Langue d'origine : italien
- Dates de premières diffusions :
  -  Italie : 2 janvier 1996 et 4 janvier 1996 sur Canale 5
  -  France : 7 mai 1997 sur M6

## Distribution
- Nicole Grimaudo (VF : Michèle Lituac) : Aliséa enfant
- Veronika Logan (VF : Michèle Lituac) : Aliséa adulte
- Oliver Christian Rudolf (VF : Hervé Rey) : Damien enfant
- Raz Degan (VF : Lionel Melet) : Damien adulte
- Jürgen Prochnow (VF : Alain Dorval) : le Roi Kurdok
- Anja Kruse (VF : Isabelle Maudet) : la Reine Diomira
- Christopher Lee (VF : Philippe Dumat) : Azaret
- Valeria Marini (VF : Blanche Ravalec) : l'Esprit de la fontaine
- Brigitte Karner (VF : Denise Metmer) : la Mère d'Aliséa
- Monica Bellucci : Princesse (non créditée)

## Multimédia
La version en DVD comporte la  version originale et une version anglaise. 